# エゴリエフスク
座標: 北緯55度23分 東経39度02分 / 北緯55.383度 東経39.033度

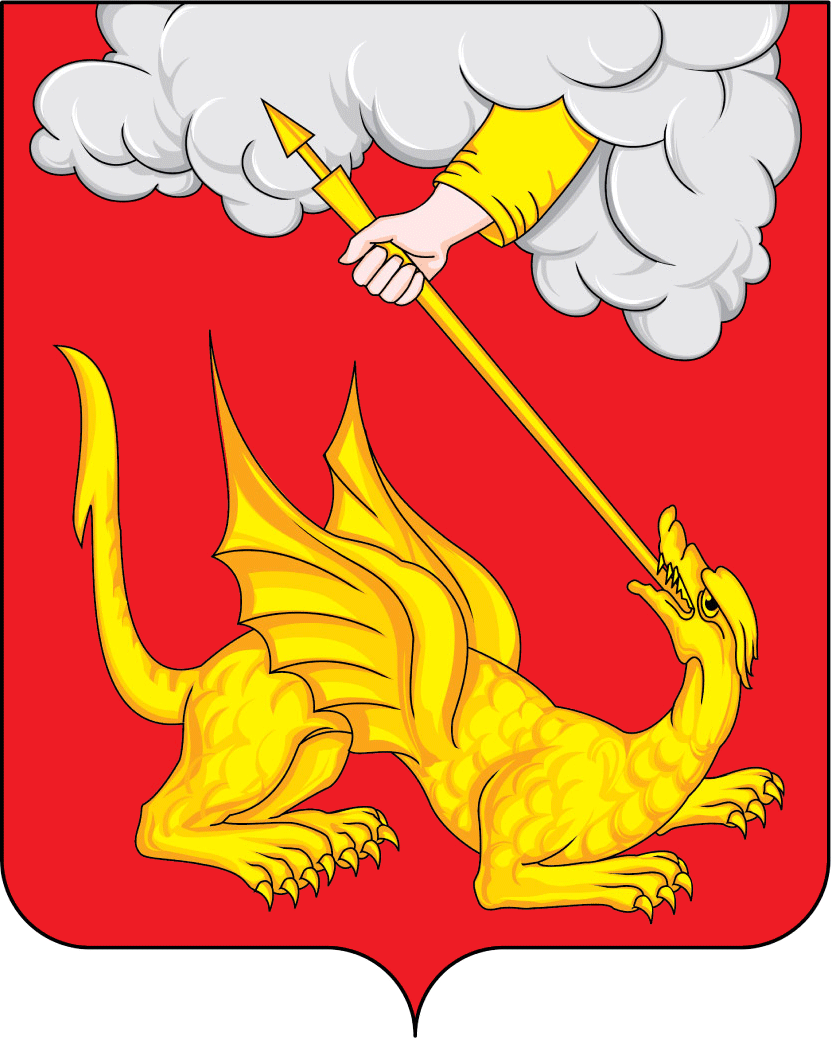
エゴリエフスクの紋章

エゴリエフスク（イェゴリエフスク、ロシア語: Егорьевск, 英語: Yegoryevsk）は。ロシアのモスクワ州にある都市。人口は7万1616人（2021年）。首都モスクワから南東へ100km。エゴリエフスクを流れるグスリツァ川（Гу́слица）は、ネルスカヤ川を経てモスクワ川へと注いでいる。

## 歴史

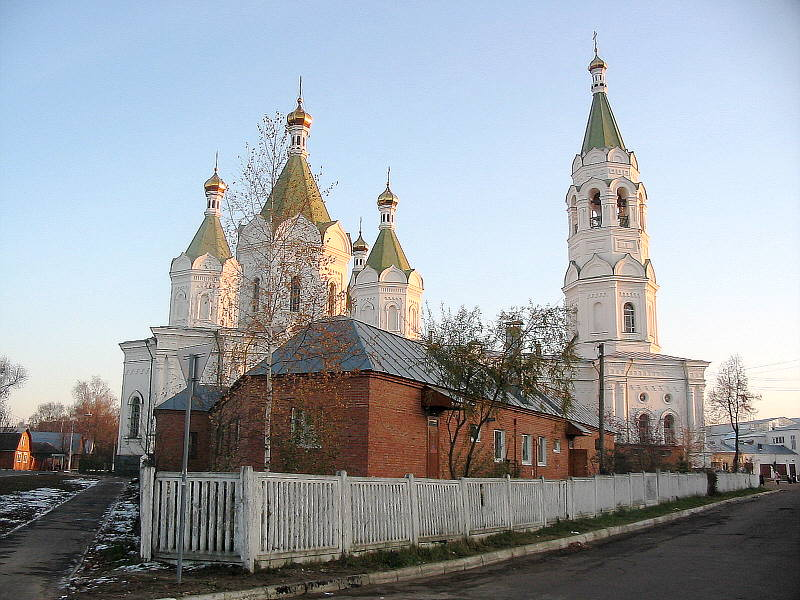
アレクサンドル・ネフスキー聖堂

エゴリエフスクが記録に初出するのはヴァシーリー2世（盲目公）の時代の1462年のことで、当時はヴィーソコエ（Высокое）という村であった。16世紀に聖ゲオルギウス聖堂が建てられたが、ゲオルギウスという人名のロシア語での派生形の一つ、イェゴール（Yegor）にちなんでこの村はイェゴリエフスク（エゴリエフスク）という名で呼ばれるようになった。17世紀から18世紀にかけて、モスクワとリャザン、コロムナとウラジーミルを結ぶ街道沿いにあるエゴリエフスクは定期市の立つ交易の町として発展した。1778年には町の地位を承認された。当初はエゴリエフの名で呼ばれたが後にエゴリエフスクとなった。
エゴリエフスクには19世紀に入り綿紡績などの繊維工場が成立し工業の町としても発展し、至聖三者女子修道院やアレクサンドル・ネフスキー聖堂などの多くの聖堂が建立され周囲一帯の宗教の中心ともなった。また学校の建設も進み、20世紀初頭のアール・ヌーヴォー様式の学校の建物が残る。1869年にはモスクワ・リャザン間の鉄道上のヴォスクレセンスクから東のエゴリエフスクへ向かう支線が開通している。

## 経済と交通

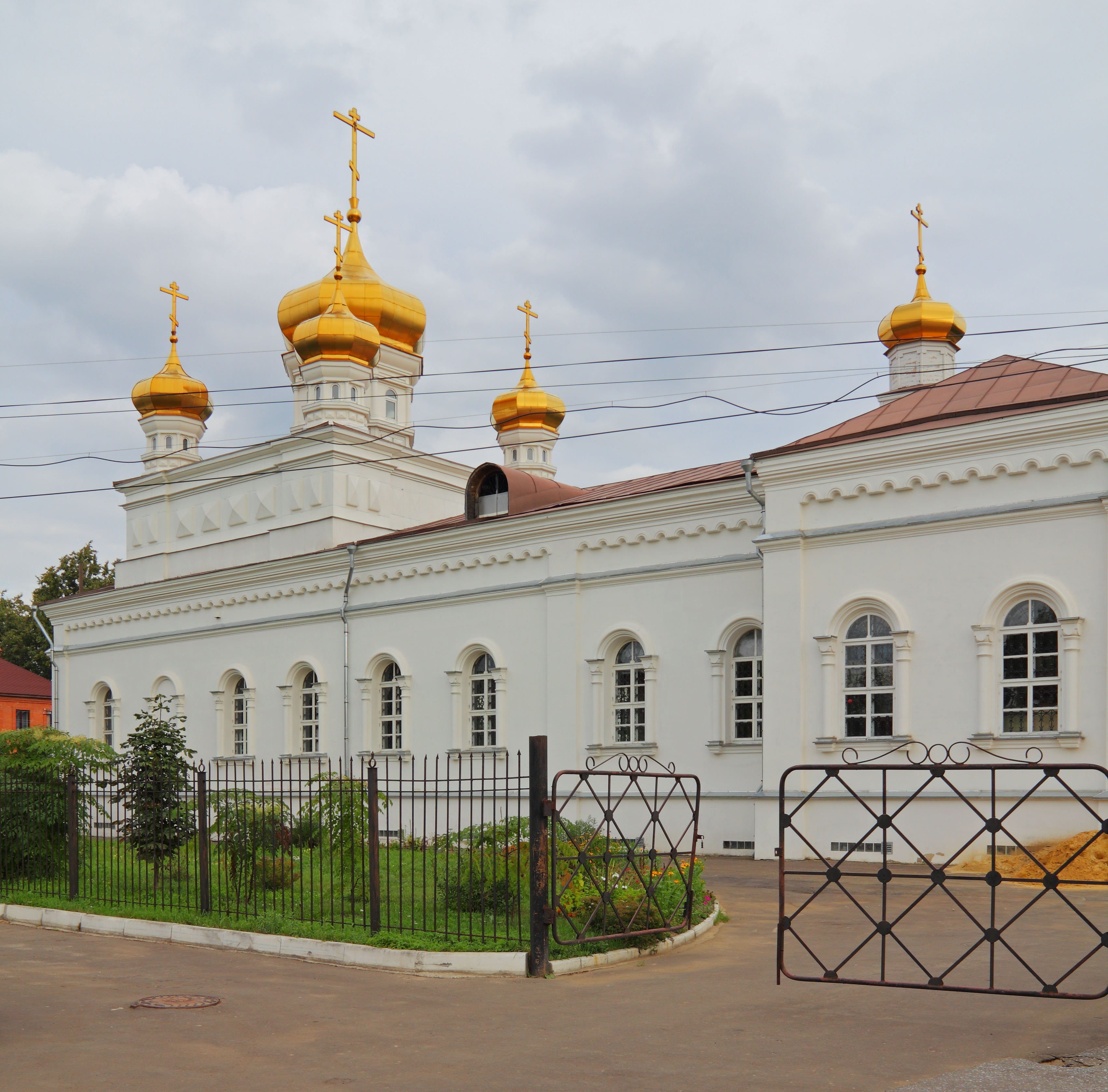
聖ゲオルギウス聖堂

繊維工業は今日に至るまでエゴリエフスクの重要な産業である。その他の産業には機械、家具、建材、食品などがある。近郊ではリン鉱石採掘や農業も盛ん。
南東30kmほどの位置にコロムナ市があり、ここでモスクワからリャザンを経てシベリア方面へ向かう高速道路M5および鉄道へと連絡することができる。

## 姉妹都市
- en:Pirdop、ブルガリア
- マズィル、ベラルーシ
- 諸曁市、中国
- en:Zgurivka、ウクライナ